# Купецький Василь Володимирович
Купецький Василь Володимирович (25 січня 1942, Скалат — 15 травня 2009, Тернопіль) — український живописець, скульптор. Член Національної спілки художників України (1995).

## Біографія
Народився 25 січня 1942 у м. Скалат Підволочиського району. У 1961 році закінчив Скалатську середню школу.
У 1965 році одружився з Людмилою Флінтою-Купецькою.
У 1965—1969 роках навчався у Художньо-керамічному технікумі (відділ кераміки) у м. Миргород Полтавської обл.
30 травня 1966 року народився син Володимир Купецький, графік і живописець (член НСХУ з 2005 р.). У 1969 році переїжджає у Тернопіль.
З 1973 по 1978 pік навчається в Московському народному університеті (заочне відділення).
У 1989 році (липень-серпень) побував у США (Нью-Йорк, Баффало, Рочестер).
15 травня 2009 року помер у м. Тернополі, похований на Микулинецькому цвинтарі.

## Творча діяльність
У 1974 році виконує стінопис церкви у с. Чернелів-Руський Тернопільського району
1989-90 — стінопис церков у селах Товстолуг і Кудобинці Тернопільського району.
1991, 1993 — персональні виставки у церкві Св. Володимира у Парижі (Франція).
1995 року став членом Національної Спілки художників України.
1998—2001 — стінопис церков у селах Кошляки й Скорики Тернопільського району.
2003—2004 — іконостас у церкві с. Цебрів Тернопільського району.
2004 — стінопис церков у селах Забойки й Гниловоди Тернопільського району.
2007 — стінопис церкви Св. Василія Великого у Тернополі (вул. Новий Світ).
30 травня 2010 року  відкрита посмертна виставка творів у Галереї НСХУ, м. Тернопіль.
20 жовтня 2013 року у м. Скалат в рамках святкування 500-річчя відкрито музей робіт Василя Купецького.
У 2013 році вийшов друком альбом «Василь Купецький — живопис, скульптура, графіка».
25 січня 2017 року подаровано бібліотекам Тернопільської області 40 примірників альбому «Василь Купецький — живопис, скульптура, графіка».